# 1984년 동계 올림픽 루마니아 선수단
1984년 동계 올림픽 루마니아 선수단은 유고슬라비아 사라예보에서 개최된 1984년 동계 올림픽에 참가한 올림픽 루마니아 선수단이다.

## 크로스컨트리
여자
| 세부종목 | 선수          | 경기    | 경기 |
| 세부종목 | 선수          | 시간    | 순위 |
| -------- | ------------- | ------- | ---- |
| 5 km     | 리비아 레이트 | 18:51.6 | 32   |
| 10 km    | 리비아 레이트 | 36:20.9 | 42   |

## 참조
- 올림픽 공식 결과 보관됨 2012-02-04 - 웨이백 머신